# کیش‌کورپاد
کیش‌‌کورپاد (به مجاری:  Kiskorpád) یک منطقهٔ مسکونی در مجارستان است که در ناحیه کاپوشوار واقع شده‌است. کیش‌‌کورپاد ۱۶٫۹۵ کیلومتر مربع مساحت و ۸۸۱ نفر جمعیت دارد.